# 5744 Йорімаса
5744 Йорімаса (5744 Yorimasa) — астероїд головного поясу, відкритий 14 грудня 1990 року.
Тіссеранів параметр щодо Юпітера — 3,632.
Названо на честь Йорімаси (яп. よりまさ(頼正) йорімаса).